# Heterusia ochrozona
Heterusia ochrozona là một loài bướm đêm trong họ Geometridae.